# Infra Red
Infra Red este single-ul cu numărul douăzeci și patru al trupei de rock alternativ Placebo, lansat pe 19 iunie 2006, și cel de-al treilea single de pe cel de-al cincilea album, Meds. Din cauza faptului că „Because I Want You” a fost lansat numai în Marea Britanie, este considerat a fi al doilea single de pe Meds.
Cam prin al doilea minut al cântecului, ascultătorul poate auzi vocea deformată a lui Brian Molko cântând trei versuri ce nu apar în bookletul albumului Meds. Aceste versuri sunt: „And the dark is running after you / That's right the dark is running after you / The dark is after you” (traducere: „Și întunericul fuge după tine / Da, întunericul fuge după tine / Întunericul e-n urma ta”).
Pe coperta single-ului apare imaginea basistului Stefan Olsdal.

## Lista melodiilor

### 7 inches
Side A - „Infra Red” 

Side B - „Infra Red” (Call the Ambulance remix)

### CD
1. „Infra Red”
2. „Infra Red” (Hotel Persona remix)

### DVD single
1. „Infra Red” (video)
2. „Song to Say Goodbye” (extended video)
3. Behind the scenes footage & interviews from the Infra Red video shoot
4. „Song to Say Goodbye” (River & Tears Remix)

## Despre versuri
„Îți dai seama la ce se referă un cântec când ești cam pe la jumătatea lucrului la el”, povestește Molko. „N-am avut nici cea mai mică idee despre ce naiba era 'Infra Red' pentru că a fost primul cântec câruia i-am scris versurile de la coadă la cap. Am început cu ultimul vers și am mers așa către primul. Nu mai făcusem niciodată asta. De abia când am ajuns la primul vers am putut să mă distanțez și să înțeleg despre ce era vorba. S-a întâmplat să fie despre răzbunare dar nu m-am gândit niciodată să scriu un cântec despre răzbunare.” Cu altă ocazie, solistul preciza: „E o piesă despre răzbunare. Multe piese de pe album vorbesc despre alcool (...) Când bei, simți nevoia să îți iei revanșa față de cei care te-au manipulat pe parcursul vieții. Astfel dezvolți acea dorință de răzbunare despre care vorbește 'Infra Red'”.

## Despre videoclip
Regizat de Ed Holdsworth, videoclipul prezintă, în paralel cu scenele în care Placebo apar interpretând piesa, povestea unor politicieni, care, aparent, se află în centrul unei conspirații de mari proporții. Niște furnici izbutesc însă să intre în fișierele lor. Atunci când liderul politicienilor (președintele) prezintă mesajul grupării sale la televizor, mesaj citit de pe un ecran, furnicile intervin și trimit un altfel de mesaj: „I lied to you. We are the Enemy” (traducere: V-am mințit. Noi suntem Dușmanul), distrugând astfel credibilitatea politicienilor.
De altfel, antipatia lui Brian Molko față de anumiți politicieni este binecunoscută, două din versurile piesei „Slave to the Wage” Sick and tired of Maggie's farm / She's a bitch with broken arms (traducere aproximativă: Complet sătul de ferma lui Maggie / Ea-i o târfă cu brațe rupte) fiind o referire acidă la Margaret Thatcher. De asemenea, solistul i-a criticat în media în repetate rânduri pe Tony Blair și George W. Bush, la Rock AM Ring 2003 schimbând chiar și versurile piesei Slave to the Wage: Sick and tired of Tony's farm / He's George Bush's bitch with broken arms (traducere aproximativă: Complet sătul de ferma lui Tony / El e târfa cu brațe rupte a lui George Bush), Run away, George Bush, run away (traducere aproximativă: Fugi de aici, George Bush, fugi de aici).